# Museo de Teruel
El Museo de Teruel, también conocido como Museo Provincial de Teruel, se encuentra instalado en el edificio conocido como Casa de la Comunidad de Teruel, antiguo palacio construido en la segunda mitad del siglo XVI que fue sede de la comunidad de aldeas de Teruel en la Edad Media. A partir del año 1837 pasó a ser sede de diferentes estamentos como la Diputación Provincial, instituto de segunda enseñanza o base de partidos políticos.
Se trata de un gran edificio de piedra de estilo renacentista aragonés, con fachada de sillería rematada por una arquería de quince vanos y sobre ella una logia de columnas dóricas y una altura de quince metros. Consta de cuatro plantas, la primera dividida en planta baja y entreplanta, y de las caballerizas, las cuales conservan intactos sus pesebres.

## Historia
Tras pasar por diversas vicisitudes y ventas sucesivas, el edificio fue comprado por la ciudad de Teruel en 1973 a fin de destinarlo a sede de su Museo Provincial, el cual había sido creado en 1956 principalmente para albergar los descubrimientos arqueológicos que se iban efectuando en la provincia y se hallaba instalado en la Casa de la Cultura de ciudad.
Por Decreto de 14 de febrero de 1974 fue declarado Monumento Histórico Artístico de carácter nacional, siendo restaurado a partir de ese momento a expensas de la Diputación Provincial de Teruel y la Dirección General de Bellas Artes.
Al tiempo que avanzaban los trabajos de restauración y adecuación de su nueva sede, el museo ampliaba sus contenidos con la creación de su Sección de Artes y Costumbres Populares, instalada en la planta baja del Palacio Provincial (1977), y la de Museo de Juguetes (1983), en el Torreón de Ambeles.
El museo fue inaugurado en su nueva ubicación el 2 de marzo de 1987 y está destinado a albergar, básicamente, colecciones de etnografía, prehistoria y arqueología. Además, organiza ciclos de conferencias, exposiciones y otras actividades divulgativas. Posee una biblioteca especializada y salas de trabajo para investigadores, archivos fotográficos y cartográficos, y de un centro de documentación que facilita todo tipo de información a estudiosos. Las instalaciones repartidas en seis pisos además de las coleccione permanentes se completa con una sala de exposiciones temporales, un taller de conservación y restauración y un laboratorio fotográfico.

## Sección de etnografía

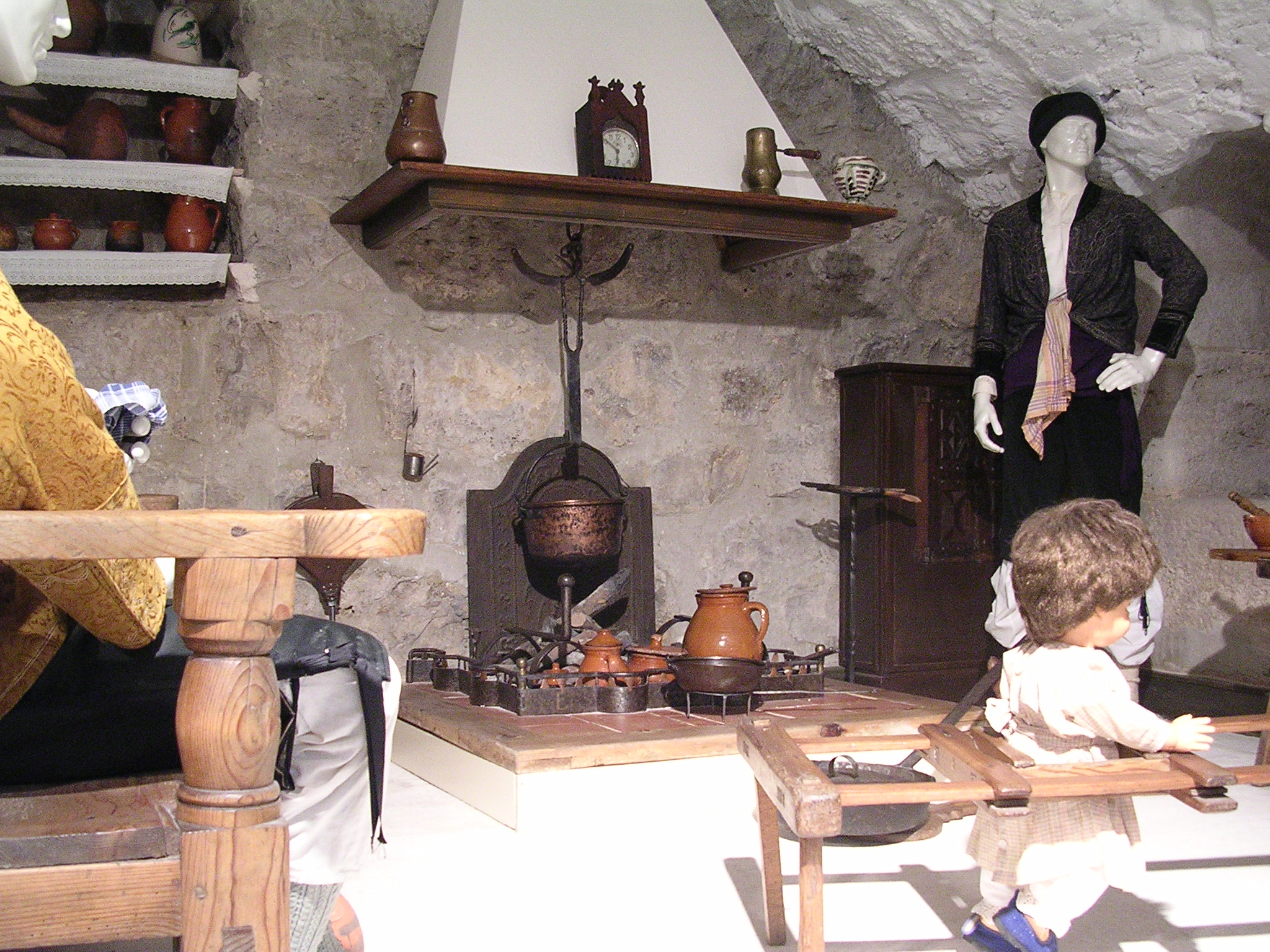
Cocina turolense, con hogar típico a ras de suelo y vasar en alto que luce cacharrería alfarera popular

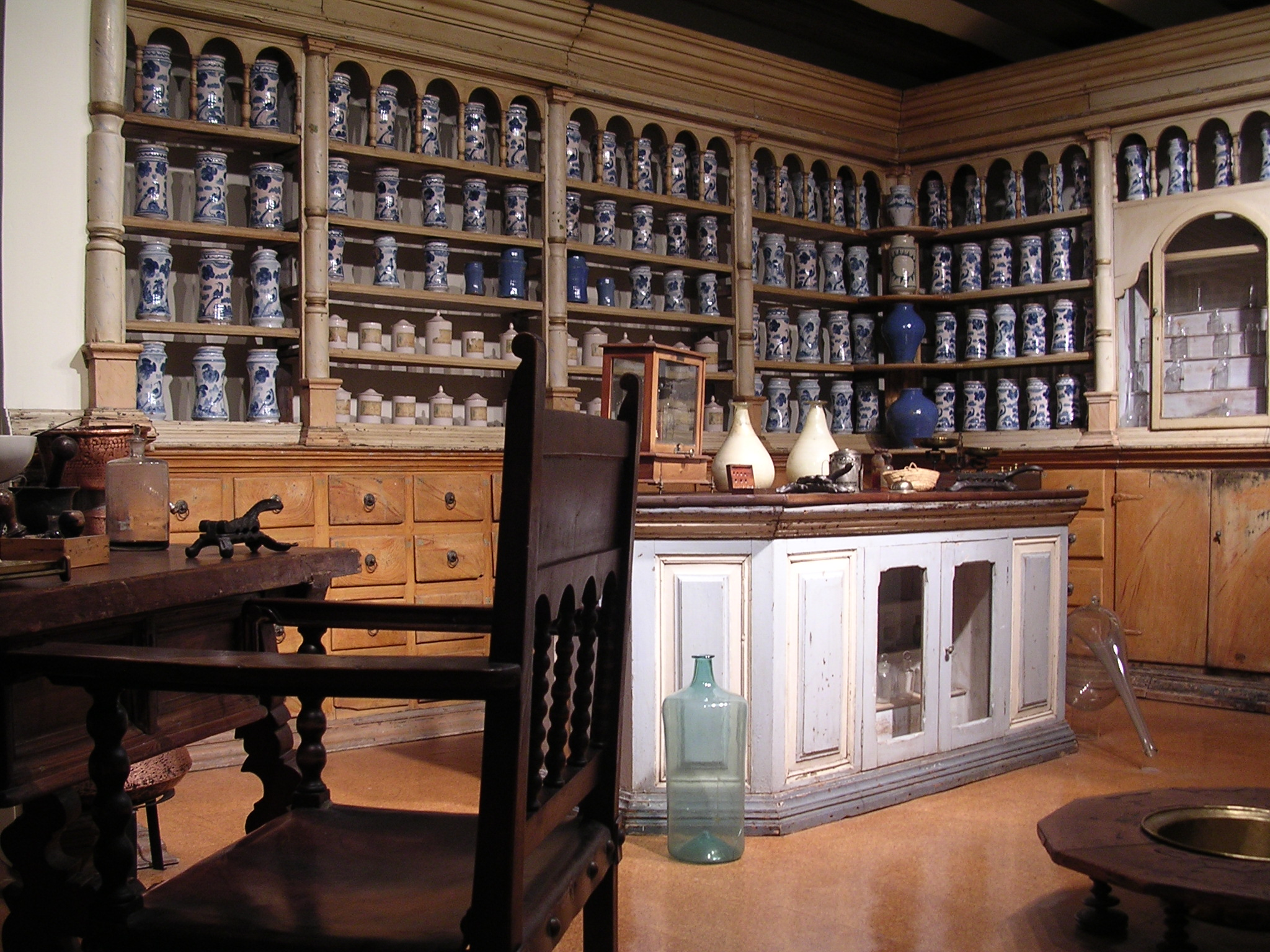
Botica del

En el subterráneo, planta de las antiguas caballerizas, se encuentra le exposición de arte popular clasificada por actividad. En la Sala I, se ve el ciclo de la vida de más antigüedad de la provincia desde el nacimiento a la muerte. Hay reproducciones de diferentes habitaciones de una casa típica de la comarca, como por ejemplo una cocina con su fuego típico. Además también pueden verse los trajes típicos de las antiguas regiones de la provincia.
El resto de la salas del sótano muestran las herramientas más antiguas de trabajo que se hacían servir en la provincia. En las diferentes salas se observan las que correspondían a trabajos ganaderos y agrícolas, de caza, pesca y apicultura. La fabricación de quesos, pan y tejidos. Hay una reproducción de una herrería, actividad muy importante en Teruel entre los siglos XVI y XVII.
En la planta baja, entrada al museo, están expuestos objetos realizados con fibras naturales como el esparto y el cáñamo.
En el primer piso se reúne una muestra importante de alfarería popular, cuya fabricación fue establecida por el rey Alfonso II de Aragón en el año 1171 y que fue regulada por los Fueros de Teruel en 1177. Hay cántaros hechos a mano y otro con la ayuda del torno, todos empleados para contener líquidos. En otras salas se encuentran unas piezas, con barniz plúmbeo, que se empleaban para cocer los alimentos, un taller reproducido de alfarero se puede observar en la sala III.
Se muestra una colección de cerámica de Teruel decorada en verde y manganeso de los siglos XIII al XV, que a partir de este último siglo ya adquirió el color azul cobalto y más tarde otros como el amarillo o el verde claro. En otra sala aparece la reproducción de una botica del siglo XVIII con sus albarelos procedente de Alcalá de la Selva.

## Sección arqueológica: mosaicos de Calanda

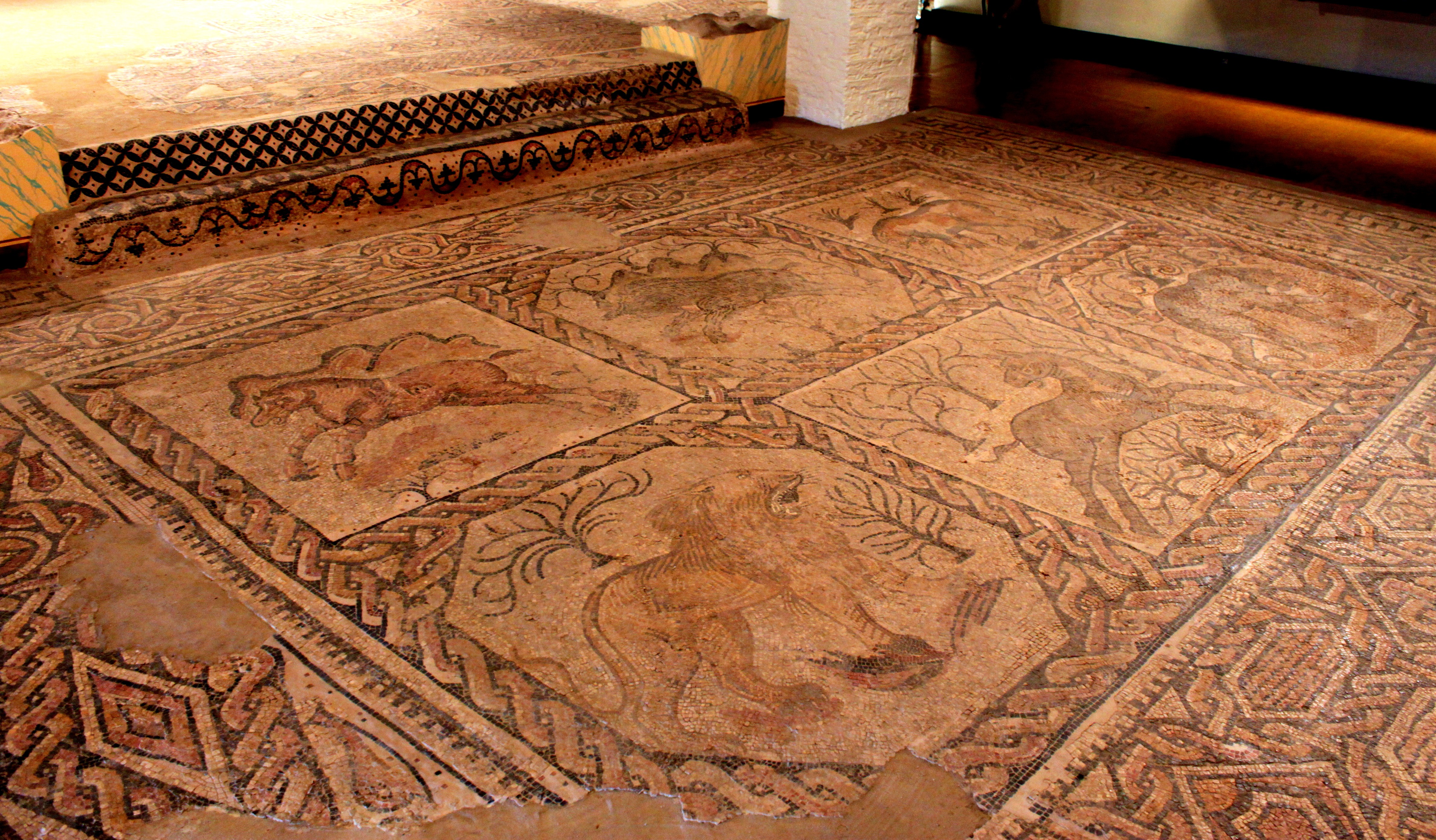
Vista parcial del mosaico romano de la villa del Camino de Albalate: segunda estancia de la villa, con su fastuosa representación musivaria de seis animales

Destaca la considerada «joya» de la colección, los mosaicos (s. IV después de Cristo, época tardía del Imperio romano) pertenecientes al yacimiento de Camino de la Vega de Albalate (Calanda), hallados en 1964 en la partida de huerta de Albalate por Antonio Bielsa, tratándose de uno de los más significativos mosaicos de la provincia de Teruel, y que constituye acaso el principal exponente de la cultura romana en la referida provincia. El mosaico ha conocido una restauración in situ en 2017.